# Mount Storer
Mount Storer är ett berg i Antarktis. Det ligger i Östantarktis. Australien gör anspråk på området. Toppen på Mount Storer är 415 meter över havet.
Terrängen runt Mount Storer är platt söderut, men norrut är den kuperad. Trakten är obefolkad. Det finns inga samhällen i närheten.